# Стільон (Гожув-Великопольський)
«Стільон Гожув-Великопольський» (пол. Stilon Gorzów Wielkopolski) — польський футбольний клуб з міста Гожув-Великопольський.

## Колишні назви
- 1947: КС Єдвабнік Гожув-Великопольський (пол. KS [Koło Sportowe] Jedwabnik Gorzów Wielkopolski)
- 04.1949: КС Влукняж Гожув-Великопольський (пол. KS Włókniarz Gorzów Wielkopolski)
- 12.1951: КС Унія Гожув-Великопольський (пол. KS [Klub Sportowy] Unia Gorzów Wielkopolski)
- 01.1961: ЗКС Стільон Гожув-Великопольський (пол. ZKS [Zakładowy Klub Sportowy] Stilon Gorzów Wielkopolski)
- 01.1996: АСПН Стільон Гожув-Великопольський (пол. ASPN [Autonomiczna Sekcja Piłki Nożnej] Stilon Gorzów Wielkopolski)
- 18.04.1996: ГКП Гожув-Великопольський (пол. GKP [Gorzowski Klub Piłkarski] Gorzów Wielkopolski)
- 25.06.2011: КС Стільон Гожув-Великопольський (пол. KS [Klub Sportowy] Stilon Gorzów Wielkopolski)

## Історія
У 1947 році групою працівників заводу хімічних волокон № 5 був організований футбольний клуб, який отримав назву «Єдвабнік Гожув-Великопольський». Команда проводила матчі з локальними суперниками. У 1949 рішенням польських влад багато клубів розформовано і перетворено на радянський спосіб. «Єдвабнік» був перейменований спочатку на «Влукняж Гожув-Великопольський», а потім внаслідок переведення заводу в іншу галузь (хімічну) на «Унія Гожув-Великопольський». У 1953 році клуб авансував до ІІІ ліги, а у 1959 році до ІІ ліги. Однак не зміг утриматися в ній і по сезоні 1960 спав до ІІІ ліги. Після десталінізації влади у січні 1961 року клуб змінив назву на «Стільон Гожув-Великопольський». У сезоні 1975/76 команда змагалася у перехідному турнірі за право участі в ІІ лізі, але через корупційний скандал була понижена у класі. Тільки у 1978 році клуб повернувся до ІІ ліги. У 1985 клуб знову понизився у класі, але вже за рік у 1986 повернувся до ІІ ліги. У середині 90-их XX століття клуб впав у значні фінансові труднощі. Щоб покращити ситуацію був створений «ГКП (Гожувський футбольний клуб)», який перейняв традиції Стільону, але фінансові проблеми клубу привели до того, що у 1997 році команда знову опустилася до ІІІ ліги, а потім була знята зі змагань. Не приступила до змагань і в сезоні 2001/2002. У 2003 році тодішні керівники вирішили передати клуб в інші руки. Справа дійшла до реорганізації. Протягом чотирьох років команда вийшла в ІІІ лігу. У сезоні 2007/2008 клуб зайняв перше місце і повернувся до другої ліги, яка змінила назву на І ліга. Через фінансові труднощі 30 квітня 2011 року клуб розформовано. Після сезону 2010/11 відновлено клуб зі старою назвою «Стільон Гожув-Великопольський», який стартував у IV любуській лізі.

## Титули та досягнення
- Чемпіонат Польщі (ІІ ліга):
  - 3 місце (2): 1981, 1982
- Кубок Польщі:
  - 1/16 фіналу (1): 2010